# Хоризонтска висина
Хоризонтска висина (h) представља угловну удаљеност небеског тела од хоризонта, мерено у равни нормалној на хоризонт и мери се од хоризонта до небеског паралела на коме се дато тело налази. Висина може бити позитивна (0° — +90°) за тела која се налазе изнад хоризонта и негативна (0° — -90°) за тела која се налазе испод хоризонта. Центар угла хоризонтске висине јесте сам посматрач.
Зенитна даљина (z) је координата која представља допуну висини, односно угаону удаљеност паралела датог тела од зенита. Може се налазити у интервалу (0°-180°).